# Tour de Ski 2021-2022
Il Tour de Ski 2021-2022 si svolse dal 28 dicembre 2021 al 4 gennaio 2022. Le gare sono iniziate a Lenzerheide, Svizzera e sono terminate in Val di Fiemme, Italia. I detentori dei titoli erano il russo Aleksandr Bol'šunov e la statunitense Jessica Diggins.
Il vincitore in campo maschile è stato il norvegese Johannes Høsflot Klæbo al secondo successo nel Tour de Ski, mentre in campo femminile ha trionfato la russa Natal'ja Neprjaeva, vincitrice del Tour per la prima volta.

## Calendario
| Tappe | Luogo                | Data             | Evento                                 | Distanza | Distanza | Orario (CET) | Orario (CET) | Donne              | Donne               | Uomini                 | Uomini                 |
| Tappe | Luogo                | Data             | Evento                                 | Donne    | Uomini   | Donne        | Uomini       | Vittoria tappa     | Leader cl. generale | Vittoria tappa         | Leader cl. generale    |
| ----- | -------------------- | ---------------- | -------------------------------------- | -------- | -------- | ------------ | ------------ | ------------------ | ------------------- | ---------------------- | ---------------------- |
| 1     | Lenzerheide Svizzera | 28 dicembre 2021 | Sprint tecnica libera                  | 1,5 km   | 1,255 km | 14:00        | 14:27        | Jessica Diggins    | Jessica Diggins     | Johannes Høsflot Klæbo | Johannes Høsflot Klæbo |
| 2     | Lenzerheide Svizzera | 29 dicembre 2021 | Individual start tecnica classica      | 10 km    | 15 km    | 13:30        | 15:05        | Kerttu Niskanen    | Kerttu Niskanen     | Iivo Niskanen          | Johannes Høsflot Klæbo |
| 3     | Oberstdorf Germania  | 31 dicembre 2021 | Mass start tecnica libera              | 10 km    | 15 km    | 15:25        | 12:55        | Jessica Diggins    | Jessica Diggins     | Johannes Høsflot Klæbo | Johannes Høsflot Klæbo |
| 4     | Oberstdorf Germania  | 1º gennaio 2022  | Sprint tecnica classica                | 1,184 km | 1,531 km | 12:00        | 12:27        | Natal'ja Neprjaeva | Natal'ja Neprjaeva  | Johannes Høsflot Klæbo | Johannes Høsflot Klæbo |
| 5     | Val di Fiemme Italia | 3 gennaio 2022   | Mass start tecnica classica            | 10 km    | 15 km    | 12:40        | 14:50        | Natal'ja Neprjaeva | Natal'ja Neprjaeva  | Johannes Høsflot Klæbo | Johannes Høsflot Klæbo |
| 6     | Val di Fiemme Italia | 4 gennaio 2022   | Final Climb, Mass start tecnica libera | 10 km    | 10 km    | 11:30        | 15:25        | Heidi Weng         | Natal'ja Neprjaeva  | Sjur Røthe             | Johannes Høsflot Klæbo |

## Punti
Il vincitore della classifica generale ottiene 400 punti, mentre il vincitore di tappa ottiene 50 punti.
| Pos.  | 1   | 2   | 3   | 4   | 5   | 6   | 7   | 8   | 9   | 10  | 11 | 12 | 13 | 14 | 15 | 16 | 17 | 18 | 19 | 20 | 21 | 22 | 23 | 24 | 25 | 26 | 27 | 28 | 29 | 30 | 31-40 | >40 |
| ----- | --- | --- | --- | --- | --- | --- | --- | --- | --- | --- | -- | -- | -- | -- | -- | -- | -- | -- | -- | -- | -- | -- | -- | -- | -- | -- | -- | -- | -- | -- | ----- | --- |
| Punti | 400 | 320 | 240 | 200 | 180 | 160 | 144 | 128 | 116 | 104 | 96 | 88 | 80 | 72 | 64 | 60 | 56 | 52 | 48 | 44 | 40 | 36 | 32 | 28 | 24 | 20 | 20 | 20 | 20 | 20 | 10    | 5   |

| Pos.  | 1  | 2  | 3  | 4  | 5  | 6  | 7  | 8  | 9  | 10 | 11 | 12 | 13 | 14 | 15 | 16 | 17 | 18 | 19 | 20 | 21 | 22 | 23 | 24 | 25 | 26 | 27 | 28 | 29 | 30 |
| ----- | -- | -- | -- | -- | -- | -- | -- | -- | -- | -- | -- | -- | -- | -- | -- | -- | -- | -- | -- | -- | -- | -- | -- | -- | -- | -- | -- | -- | -- | -- |
| Punti | 50 | 46 | 43 | 40 | 37 | 34 | 32 | 30 | 28 | 26 | 24 | 22 | 20 | 18 | 16 | 15 | 14 | 13 | 12 | 11 | 10 | 9  | 8  | 7  | 6  | 5  | 4  | 3  | 2  | 1  |

## Classifiche finali

### Classifica generale
| Pos. | Nome                    | Tempo     |
| ---- | ----------------------- | --------- |
| 1    | Johannes Høsflot Klæbo  | 2h24'56"0 |
| 2    | Aleksandr Bol'šunov     | +2'03"2   |
| 3    | Iivo Niskanen           | +3'14"5   |
| 4    | Denis Spicov            | +3'21"5   |
| 5    | Pål Golberg             | +4'08"3   |
| 6    | Ivan Jakimuškin         | +4'28"0   |
| 7    | Didrik Tønseth          | +4'42"2   |
| 8    | Erik Valnes             | +4'58"4   |
| 9    | Harald Østberg Amundsen | +5'13"4   |
| 10   | Calle Halfvarsson       | +5'33"0   |

| Pos. | Nome               | Tempo     |
| ---- | ------------------ | --------- |
| 1    | Natal'ja Neprjaeva | 1h59'38"5 |
| 2    | Ebba Andersson     | +46"7     |
| 3    | Heidi Weng         | 1'07"7    |
| 4    | Krista Pärmäkoski  | +1'48"6   |
| 5    | Kerttu Niskanen    | +1'52"0   |
| 6    | Tat'jana Sorina    | +2'24"7   |
| 7    | Teresa Stadlober   | +2'35"5   |
| 8    | Jessica Diggins    | +3'15"8   |
| 9    | Katharina Hennig   | +3'21"3   |
| 10   | Tiril Udnes Weng   | +3'38"6   |

### Classifica sprint
| Pos. | Nome                   | Punti |
| ---- | ---------------------- | ----- |
| 1    | Johannes Høsflot Klæbo | 111   |
| 2    | Erik Valnes            | 80    |
| 3    | Aleksandr Bol'šunov    | 64    |
| 4    | Pål Golberg            | 56    |
| 5    | Iivo Niskanen          | 35    |

| Pos. | Nome               | Punti |
| ---- | ------------------ | ----- |
| 1    | Johanna Hagström   | 60    |
| 2    | Jessica Diggins    | 59    |
| 3    | Natal'ja Neprjaeva | 55    |
| 4    | Ebba Andersson     | 53    |
| 5    | Heidi Weng         | 51    |

### Classifica per nazioni
| Pos. | Nazione   | Tempo     |
| ---- | --------- | --------- |
| 1    | Norvegia  | 8h52'23"0 |
| 2    | Russia    | +2'35"0   |
| 3    | Finlandia | +9'53"4   |
| 4    | Svezia    | +13'15"9  |
| 5    | Germania  | +15'24"7  |

## Tappe

### 1ª Tappa
28 dicembre 2021, Lenzerheide, Svizzera
| Pos. | Nome                   | Tempo   |
| ---- | ---------------------- | ------- |
| 1    | Johannes Høsflot Klæbo | 2'39"04 |
| 2    | Richard Jouve          | +0"99   |
| 3    | Lucas Chanavat         | +1"26   |
| 4    | Erik Valnes            | +1"49   |
| 5    | Federico Pellegrino    | +1"81   |

| Pos. | Nome              | Tempo   |
| ---- | ----------------- | ------- |
| 1    | Jessica Diggins   | 3'00"12 |
| 2    | Mathilde Myhrvold | +0"13   |
| 3    | Anamarija Lampič  | +0"30   |
| 4    | Julia Kern        | +0"59   |
| 5    | Anna Dyvik        | +3"92   |

### 2ª Tappa
29 dicembre 2021, Lenzerheide, Svizzera
| Pos. | Nome                   | Tempo   |
| ---- | ---------------------- | ------- |
| 1    | Iivo Niskanen          | 34'51"7 |
| 2    | Aleksandr Bol'šunov    | +19"3   |
| 3    | Pål Golberg            | +25"2   |
| 4    | Johannes Høsflot Klæbo | +34"3   |
| 5    | Ivan Jakimuškin        | +34"6   |

| Pos. | Nome               | Tempo   |
| ---- | ------------------ | ------- |
| 1    | Kerttu Niskanen    | 27'04"0 |
| 2    | Ebba Andersson     | +18"2   |
| 3    | Natal'ja Neprjaeva | +30"5   |
| 4    | Krista Pärmäkoski  | +34"0   |
| 5    | Frida Karlsson     | +44"6   |

### 3ª Tappa
31 dicembre 2022, Oberstdorf, Germania
| Pos. | Nome                   | Tempo   |
| ---- | ---------------------- | ------- |
| 1    | Johannes Høsflot Klæbo | 32'26"4 |
| 2    | Aleksandr Bol'šunov    | +3"4    |
| 3    | Sjur Røthe             | +4"0    |
| 4    | Andrew Musgrave        | +5"6    |
| 5    | Francesco De Fabiani   | +23"6   |

| Pos. | Nome            | Tempo   |
| ---- | --------------- | ------- |
| 1    | Jessica Diggins | 21'30"8 |
| 2    | Frida Karlsson  | +0"5    |
| 3    | Tat'jana Sorina | +0"8    |
| 4    | Ebba Andersson  | +1"2    |
| 5    | Heidi Weng      | +2"6    |

### 4ª Tappa
1º gennaio 2022, Oberstdorf, Germania
| Pos. | Nome                   | Tempo   |
| ---- | ---------------------- | ------- |
| 1    | Johannes Høsflot Klæbo | 2'54"77 |
| 2    | Erik Valnes            | +0"37   |
| 3    | Pål Golberg            | +3"35   |
| 4    | Even Northug           | +3"39   |
| 5    | Calle Halfvarsson      | +3"90   |

| Pos. | Nome               | Tempo   |
| ---- | ------------------ | ------- |
| 1    | Natal'ja Neprjaeva | 2'36"41 |
| 2    | Johanna Hagström   | +0"32   |
| 3    | Johanna Matintalo  | +0"86   |
| 4    | Anamarija Lampič   | +1"29   |
| 5    | Mathilde Myhrvold  | +4"22   |

### 5ª Tappa
3 gennaio 2022, Val di Fiemme, Italia
| Pos. | Nome                   | Tempo   |
| ---- | ---------------------- | ------- |
| 1    | Johannes Høsflot Klæbo | 41'31"2 |
| 2    | Iivo Niskanen          | +20"8   |
| 3    | Aleksej Červotkin      | +23"7   |
| 4    | Denis Spicov           | +24"0   |
| 5    | Aleksandr Bol'šunov    | +27"9   |

| Pos. | Nome               | Tempo   |
| ---- | ------------------ | ------- |
| 1    | Natal'ja Neprjaeva | 29'51"3 |
| 2    | Heidi Weng         | +3"7    |
| 3    | Krista Pärmäkoski  | +4"8    |
| 4    | Ebba Andersson     | +7"5    |
| 5    | Katharina Hennig   | +10"9   |

### 6ª Tappa
4 gennaio 2022, Val di Fiemme, Italia
| Pos. | Nome                   | Tempo   |
| ---- | ---------------------- | ------- |
| 1    | Sjur Røthe             | 31'42"1 |
| 2    | Denis Spicov           | +2"4    |
| 3    | Friedrich Moch         | +18"9   |
| 4    | Lucas Bögl             | +30"0   |
| 5    | Johannes Høsflot Klæbo | +34"9   |

| Pos. | Nome               | Tempo   |
| ---- | ------------------ | ------- |
| 1    | Heidi Weng         | 35'41"2 |
| 2    | Ebba Andersson     | +7"0    |
| 3    | Delphine Claudel   | +28"5   |
| 4    | Natal'ja Neprjaeva | +32"3   |
| 5    | Sophia Laukli      | +49"9   |